# Castillo de Wartburg

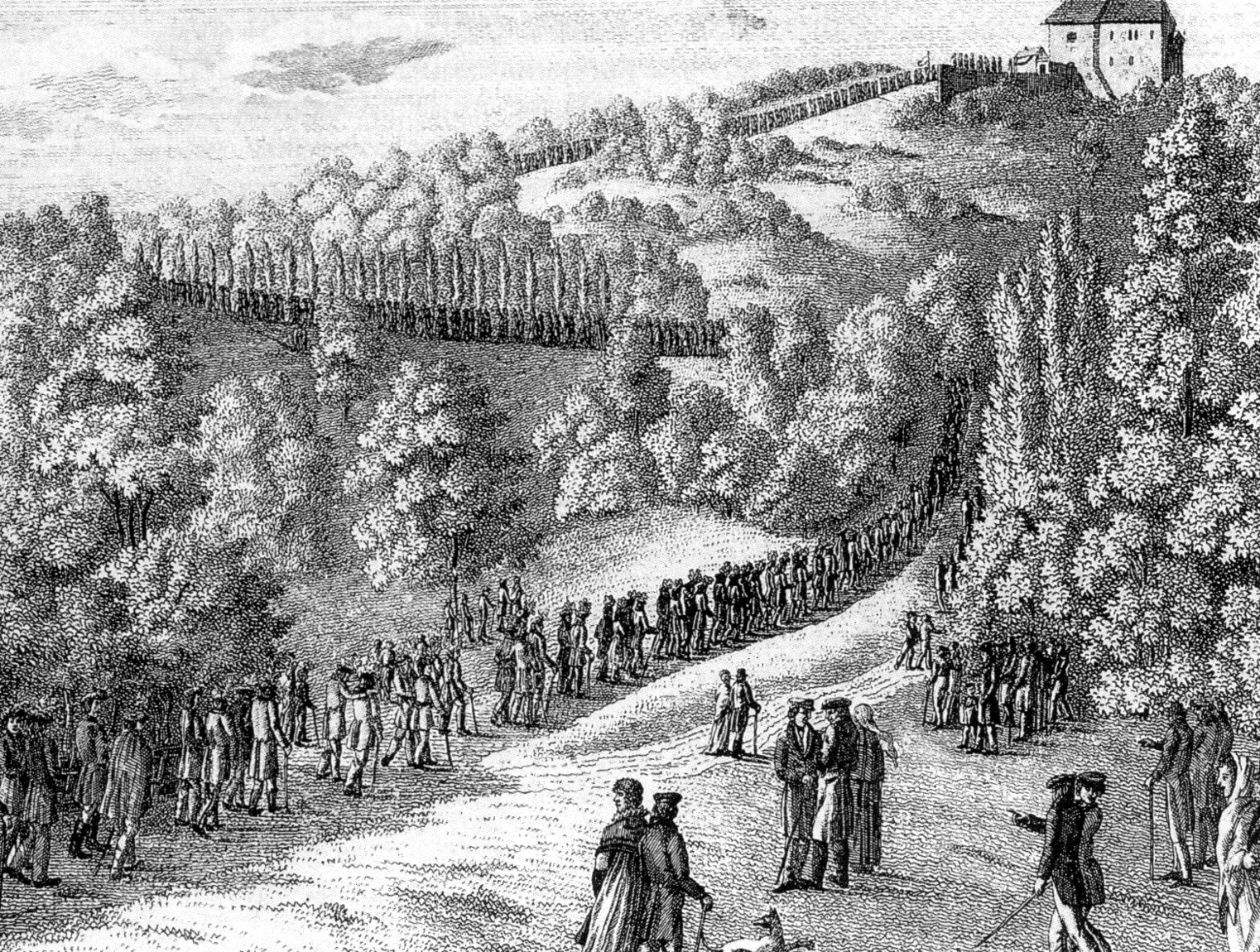
Los estudiantes marchan hacia el Wartburg en 1817.

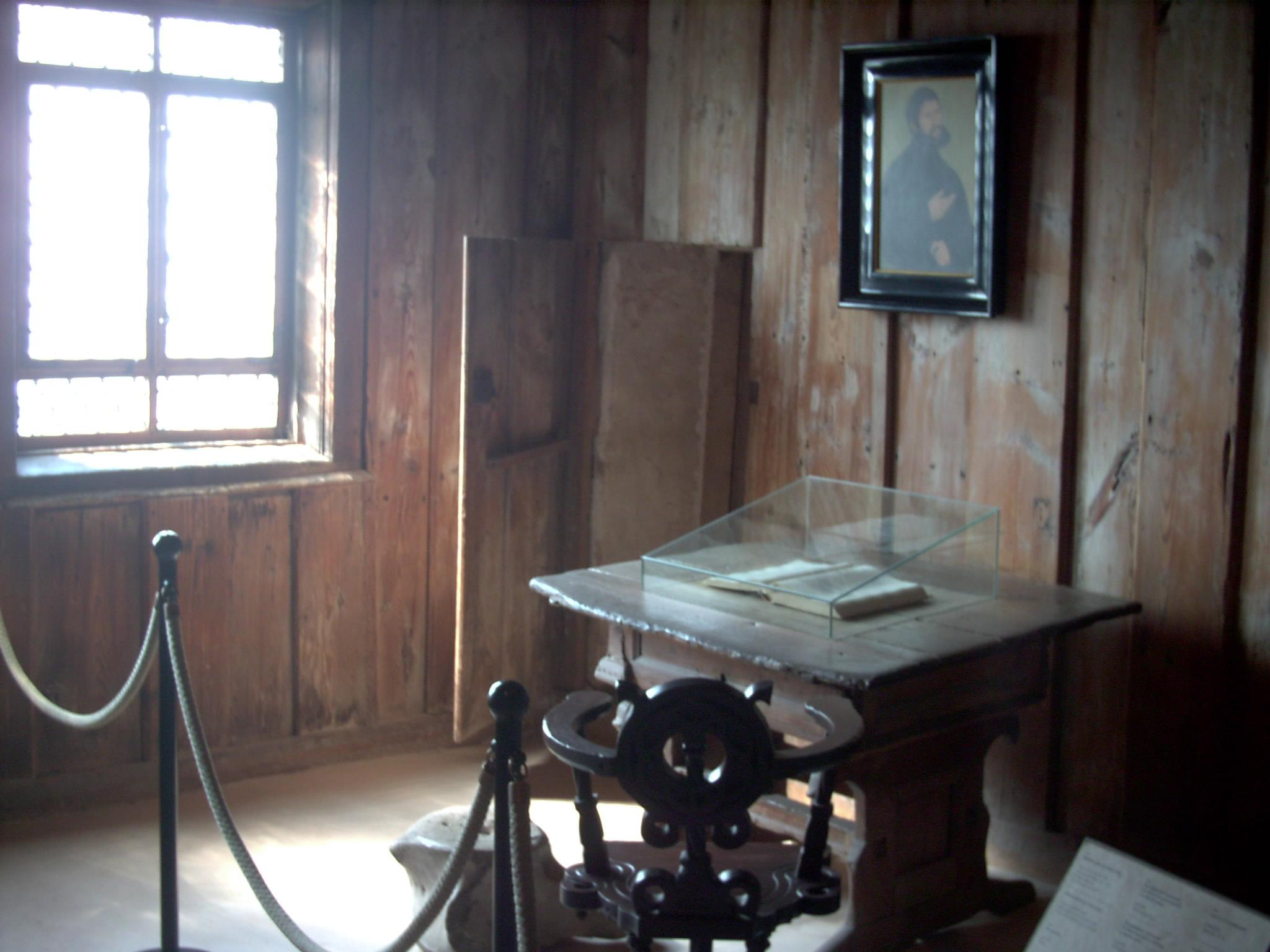
La habitación de Lutero en el castillo de Wartburg.

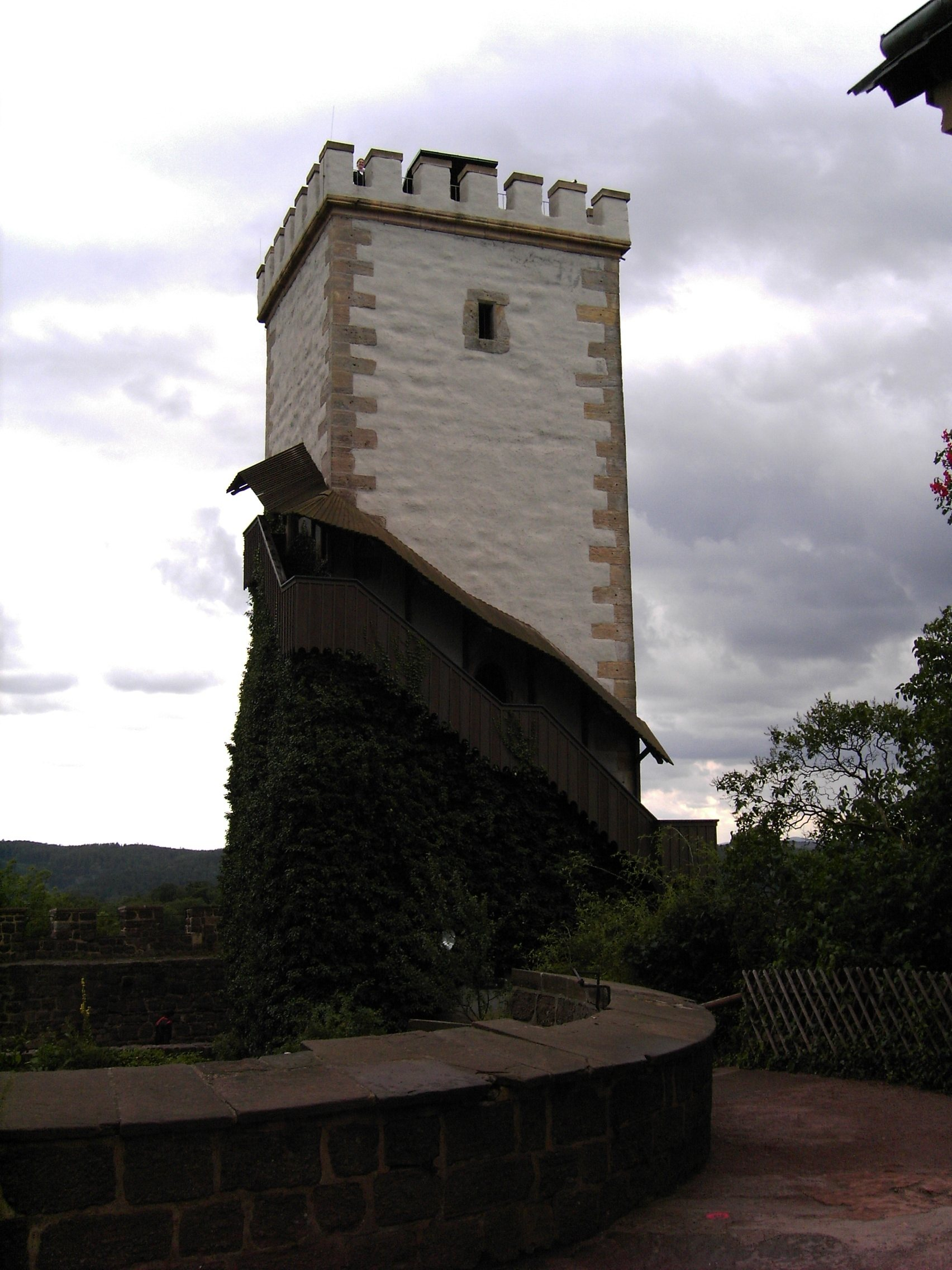
Imagen de la torre meridional del Wartburg.

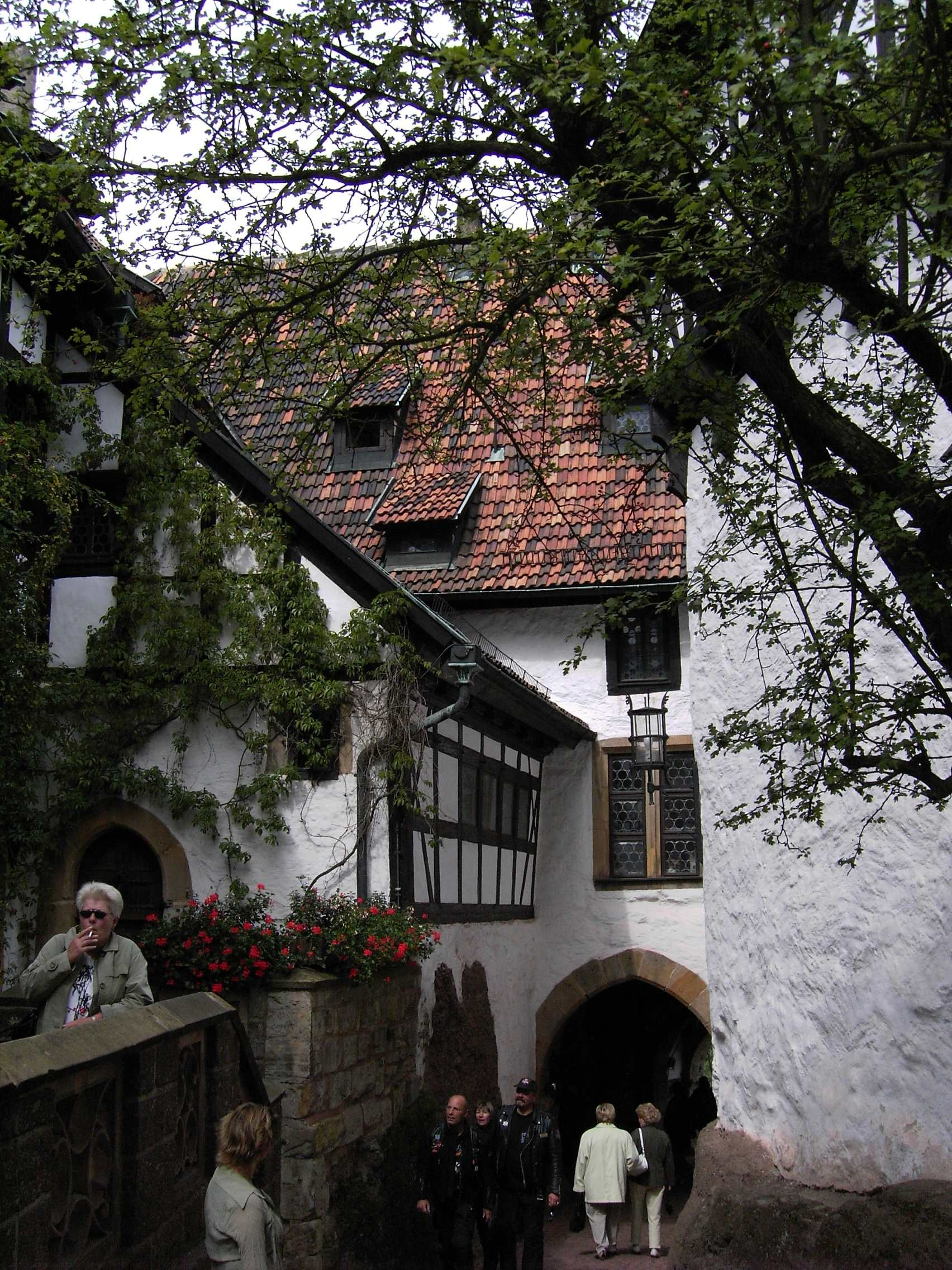
Puerta principal vista desde dentro de los terrenos del castillo.

El Castillo de Wartburg, o sencillamente Wartburg (nombre oficial que ya incluye la palabra alemana burg, no siendo toponímico), es un castillo medieval situado cerca de la ciudad de Eisenach, en el estado federado de Turingia, Alemania, en la cima de un monte a una altitud de 411 metros, al suroeste de la ciudad, que queda abajo en el valle. En el año 1999, fue proclamado Patrimonio de la Humanidad por la Unesco como un «monumento sobresaliente del período feudal en la Europa Central», citando sus «valores culturales de significado universal».

## Historia
El castillo fue construido en 1067 por el landgrave de Schauenburg, Ludwig der Springer (Luis el Saltador), de quien se contaba que se había escapado de una alta torre saltando al vacío. Según una tradición burlona, el castillo (Burg) obtuvo su nombre cuando su fundador vio por primera vez la colina sobre la que el Wartburg se encuentra actualmente; encantado con el lugar, parece que exclamó:

Warte, Berg: du sollst mir eine Burg werden!
(¡Espera [warte], montaña [Berg]: tú te convertirás en mi castillo! [Burg])

Es un juego entre los términos alemanes montaña (Berg) y castillo (Burg). Además, se dice que hizo transportar arcilla de sus tierras hasta lo alto de la colina, que no estaba entonces en sus manos, de manera que podía jurar que el castillo se construyó sobre terrenos suyos. De hecho, el nombre viene probablemente de «Wacht-burg», esto es, castillo (burg) vigía (wacht).
El castillo tiene mucha importancia para la historia alemana. El Wartburg fue la sede de los landgraves de Turingia hasta 1440, y al ser un centro de la cultura cortesana se convirtió, alrededor del año 1207, en el lugar de celebración del Sängerkrieg, el concurso de trovadores en el que participaron Minnesänger tales como Walther von der Vogelweide, Wolfram von Eschenbach, Albrecht von Halberstadt (el traductor de Ovidio) y muchos otros. El concurso fue tratado más tarde con licencia poética en la ópera de Richard Wagner Tannhäuser.
A los cuatro años de edad, Isabel de Hungría (más tarde de Turingia) fue enviada por su madre al Wartburg para que la criaran como futura consorte de Luis IV de Turingia. Vivió allí desde 1211 hasta 1228 y se hizo célebre por sus obras de caridad. Tres años después de trasladarse a Marburgo a la muerte de su esposo, falleció a los 24 años de edad y fue canonizada como santa por la Iglesia católica.
Entre mayo de 1521 y marzo de 1522 vivió allí el reformador Martín Lutero, después de ser llevado allí por su propia seguridad a petición de Federico el Sabio después de haber sido excomulgado por el papa León X y haber rechazado retractarse en la Dieta de Worms. Durante este período Lutero tradujo, bajo el seudónimo de «Junker Jörg» (el caballero Jorge), el Nuevo Testamento al alemán. De esta época existe una leyenda que dice que Satanás se le apareció a Lutero, y este, en un arranque de ira, le lanzó el tintero. Algunas gotas de tinta cayeron sobre una pared, lo que ha movido a los visitantes a llevarse trozos de pared de la zona donde cayeron las gotas de tinta.
Johann Wolfgang von Goethe estuvo varias veces en el castillo, la primera en 1777.
El 18 de octubre de 1817, alrededor de 450 estudiantes, miembros de las recientemente creadas Burschenschaften («fraternidades») alemanas, se reunieron en el castillo para celebrar la victoria alemana sobre Napoleón dos años antes, condenar el conservadurismo y hacer un llamamiento en pro de la unidad alemana. Entre los oradores de dicha reunión estaban Heinrich Hermann Riemann, un veterano del Lützowsches Freikorps, el estudiante de filosofía Ludwig Rödiger y Hans Ferdinand Massmann. Con el permiso del ausente Friedrich Ludwig Jahn se quemaron libros «en efigie», entre ellos el Código napoleónico: en lugar de los valiosos volúmenes, se echaron a la hoguera pedacitos de pergamino con los títulos de los libros conservadores (incluyendo los de August von Kotzebue). Este acontecimiento y la reunión similar acontecida en 1848 son considerados momentos seminales del movimiento en pro de la unificación alemana.

## Los edificios
El castillo ha sido renovado a lo largo de su existencia, construyéndose muchas veces encima de partes más antiguas. Desde 1952 hasta 1966, por ejemplo, el gobierno de la Alemania del Este le restauró dándole la apariencia del siglo XVI, lo que incluía la habitación de Lutero (a la derecha) con su suelo original y paneles en las paredes.
El palacio románico (el Palas, Landgrafenhaus o Gran Sala) es el más antiguo de los edificios, y a la vez el más impresionante arquitectónicamente. Además de la capilla, contiene el Sängersaal (Sala de los Trovadores), que es de hecho la ambientación del Acto II del Tannhäuser de Wagner y el Festsaal (Sala de Fiestas), ambas con buenos frescos de Moritz von Schwind sobre el tema del concurso de trovadores en el Sängersaal y frescos de los triunfos del Cristianismo en el Festsaal. Parte del palacio es el castillo original, tal como fue entre 1157 y 1170, como una imagen del poder y residencia de los landgraves de Turingia.
La puerta del castillo detrás del puente levadizo es el único acceso al castillo y se ha conservado exactamente como era a lo largo de los siglos.
La Casa de Caballeros en el lado occidental del puente levadizo tiene muros de entramado de madera y se remonta al siglo XV. Probablemente sirvió como sala de residencia de los servidores y los guardas.
Hay dos torres: la Torre Meridional, única torre conservada del castillo medieval, construida en 1318 y que contiene el calabozo, y la Torre del Homenaje, acabada en 1859 y que incorpora de manera parcial los cimientos de su predecesora medieval. Tiene el monumento famoso de una cruz latina de cuatro metros en lo alto.
Otros edificios son el Vogtei (la casa del vogt) en el que se ubica la habitación de Lutero y a la que, en 1872, se añadió una ventana en saliente del siglo XV; dos paseos a cubierto, los corredores de Elisabeth y de Margaret, que forman parte del anillo de defensa del siglo XV y cuyas vigas sobresalientes descansan sobre soportes de madera; y el Nuevo cenador (el Kemenate o Cámara de las Mujeres) que contiene la colección Wartburg.
La Rüstkammer (armería) del Wartburg albergaba una magnífica colección de alrededor de 800 piezas, desde la espléndida armadura del rey Enrique II de Francia hasta artículos de Federico el Sabio, el papa Julio II y Bernhard von Weimar. Todos estos objetos fueron saqueados por el ejército de ocupación soviético en 1946 y han desaparecido en la Unión Soviética. Sin embargo, se encontraron dos yelmos, dos espadas, una armadura de niño y una de príncipe en un almacén provisional de la época; unas pocas piezas fueron devueltas por la URSS en los años sesenta. Se ha solicitado al nuevo gobierno ruso que ayude a localizar los tesoros perdidos.

## Legado
Durante siglos, Wartburg ha sido lugar de peregrinación para muchas personas dentro y fuera de Alemania, por su significado en la Historia de Alemania y en el desarrollo del Cristianismo. Varios lugares y una marca local de automóviles han recibido su nombre del Wartburg.
Wartburg fue también sede de un torneo Challenger de tenis reconocido por la ATP y que se disputó desde 1997 hasta 2002. En este torneo participaron tenistas como el argentino Martín Vassallo-Arguello y el chileno Fernando González, que lo disputó en 2001.
El castillo de Wartburg sirvió también de modelo para la construcción del castillo de Neuschwanstein.

## El Wartburg en la ficción
- El segundo acto de la ópera Tannhäuser de Wagner se desarrolla en el castillo.
- En la novela 1632, perteneciente a la serie «Anillo de Fuego» de Eric Flint, de historia alternativa, la gente de Grantville incendia el Wartburg cuando lo ocupa el ejército español, partidario de la Casa de Austria.